# Кузя (приток Карамалы)
Кузя — река в России, протекает по территории сельских поселений Воздвиженский сельсовет и Аксеновский сельсовет, в Альшеевском районе Республики Башкортостан. Правый приток реки Карамала.

## Морфометрия
Длина реки составляет 2,5 км. Высота истока составляет около 335 м над уровнем моря, высота устья — около 290 м над уровнем моря.

## Гидрография
Исток Кузи находится в лесистой местности у южной окраины деревни Самодуровка на территории сельского поселения Воздвиженский сельсовет. После пересечения деревни Самодуровка, в которой на ней устроена запруда, Кузя, практически до самого устья, течёт по полям. Впадает в Карамалу по правому берегу в слегка поросшей деревьями и кустарником местности у юго-западной окраины села Аксёново на территории сельского поселения Аксеновский сельсовет. На всём протяжении реки основным направлением течения является северо-восток. Русло не извилистое.